# Herbert Felix
 (septembre 2012).
Si vous disposez d'ouvrages ou d'articles de référence ou si vous connaissez des sites web de qualité traitant du thème abordé ici, merci de compléter l'article en donnant les références utiles à sa vérifiabilité et en les liant à la section « Notes et références ».
Herbert Felix (né le 9 juillet 1908 à Znaïm, margraviat de Moravie, mort le 5 mai 1973 à Torekov) est un entrepreneur suédois, fondateur de Felix AB en Suède et de Felix Austria en Autriche.
Il devait succéder à son père en tant que chef d'entreprise, quand il a dû fuir en Suède, devant l'invasion par les nazis de la Tchécoslovaquie. Sa mère, son père et son frère sont assassinés à Auschwitz. Herbert Felix s'installe en Suède et se marie à une Suédoise.
En Suède, il entame une collaboration fructueuse avec P. Håkansson Eslov. Felix, véritable marque de fabrique de concombres en Suède, se diversifie après la guerre dans d'autres produits alimentaires. En 1955, la société reçoit le nom de Felix AB. Comme en 1955, les Alliés se retire de l'Autriche, Bruno Kreisky son cousin l'encourage à investir en Autriche, ainsi naissait en 1959 Felix Austria.
En avril 2007, il est fait citoyen d'honneur de sa ville natale de Znojmo.

## Sources
Ohlsson Per T. (en suédois), Konservkungen : Herbert Felix - ett flyktingöde i 1900-talets Europa, Stockholm, 2006,  (ISBN 91-85015-88-1)